# China Northwest Airlines
China Northwest Airlines (chiń. 中国西北航空; pinyin Zhōngguó Xīběi Hángkōng) – nieistniejące chińskie linie lotnicze z główną bazą mieszczącą się na lotnisku w Xi’an. 

## Histopia
Linie zostały założone 1 maja 1988, zaś rozpoczęły swoją działalność w 1989. W 2002 wraz z China Yunnan Airlines stały się częścią China Eastern Airlines. W tym czasie flota składała się z 30 samolotów, w większości firmy Airbus. Całość przeszła do nowego właściciela.
Linie były jednymi z sześciu największych w Chinach. Wykonywały głównie loty krajowe, a także międzynarodowe do Japonii.

## Wypadki i katastrofy
- 23 lipca 1993 lot 2119 rozbił się podczas startu na lotnisku w Yinchuan (region Ningxia). Zginęło 54 pasażerów i jeden członek załogi, na pokładzie znajdowało się 113 osób[2].
- 6 czerwca 1994 Tupolew Tu-154M wykonujący lot nr 2303 rozbił się kilka minut po starcie z lotniska w Xi’an. Zginęło 160 osób, wszyscy znajdujący się na pokładzie.